# تلك كانت الأيام (أغنية)
تلك كانت الأيام (بالإنجليزية: Those Were the Days)‏ هي أغنية تُنسب إلى جين راسكين، الذي وضع كلمات غنائية إنجليزية جديدة للأغنية الرومانسية الروسية «الطريق الطويل Dorogoi dlinnoyu / Дорогой длинною» من ألحان بوريس فومين (1900-1948)، بكلمات الشاعر كونستانتين بودريفسكي، والأغنية عن ذكريات الشباب والمثالية الرومانسية. أصبحت الأغنية المنفردة الأولى للمغنية الشابة ماري هوبكين عام 1968 «تلك كانت الأيام»، والتي أنتجها بول مكارتني عضو فريق البيتلز، لتحتل الأغنية المركز الأول على قائمة أفضل الأغاني الفردية في المملكة المتحدة.، وعلى قوائم مجلة آر بي إم الكندية RPM Magazine، وصعدت الأغنية أيضًا إلى المركز الثاني على قوائم الهوت بيلبورد 100. صنف الأغنية مركز المعلومات والتوثيق للتسجيلات الفرنسي في المركز الأول لمبيعات التسجيلات الأجنبية.

## الأغنية على القوائم العالمية
احتلت الأغنية المركز الأول في: بلجيكا - كندا - الدنمارك – فنلندا – فرنسا – ألمانيا – أيرلندا – اليابان – هولندا – نيوزلندا – النرويج -  بولندا – إسبانيا – السويد – سويسرا – المملكة المتحدة – الولايات المتحدة (قائمة الاستماع السهل) و (قائمة الكاش بوكس) و (قائمة التسجيلات العالمية).
احتلت الأغنية المركز الثاني في: أستراليا – النمسا – جنوب أفريقيا – الولايات المتحدة (قائمة الهوت بيلبورد).

## أصل الأغنية
قامت المطربة الجورجية تمارا تسيريتيلي (1900-1968) والمغني الروسي ألكسندر فيرتنسكي بعمل أول تسجيلين للأغنية، في عام 1925 وعام 1926 على التوالي ظهرت الأغنية في الفيلم البريطاني الفرنسي المشترك «الأبرياء في باريس» عام 1953، حيث غناها المغني الروسي تزيغان لودميلا لوباتو بكلماته الروسية الأصلية.
شاهد بول مكارتني راسكين وزوجته في عام 1965، يؤدون هذه الأغنية في نادٍ بلندن. تذكر مكارتني الأداء بعد 3 سنوات، عندما شكل فريق البيتلز شركة «ابل للتسجيلات»، وفي عام 1968، اتصلت عارضة الأزياء البريطانية تويجي بمكارتني بشأن مغنية ظهرت في البرنامج التلفزيوني في المملكة المتحدة «الفرصة تطرق الباب» وهو برنامج لاكتشاف المواهب الجديدة وفازت فيه مغنية شابة عمرها 17 سنة لثلاث مرات متوالية، وكان الناس يتحدثون عن أدائها. عاد مكارتني إلى لندن واختبر هوبكين، وتأثر بصوتها وأوصى لها بتسجيل «أغنية شعبية أمريكية» سمعها قبل سنوات قليلة، وهي «تلك كانت الأيام». أنتج مكارتني جلسة التسجيل لهذه الأغنية وشارك في الأغنية بالعزف على الغيتار الصوتي.

## نسخ أخرى للأغنية
سجل هوبكين ومكارتني إصدارات مختلفة للأغنية باللغات الإسبانية والفرنسية والإيطالية والألمانية. كما سجلت سينثيا زوجة جون لينون الأولى نسختها.

## كلمات الأغنية
ذات مرة كان هناك حانة Once upon a time there was a tavern
حيث اعتدنا على نأخذ كأس أو كأسين Where we used to raise a glass or two
تذكر كيف ضحكنا لساعات Remember how we laughed away the hours
وفكر في كل الأشياء العظيمة التي سنفعلها And think of all the great things we would do
كانت تلك الأيام يا صديقي Those were the days my friend
كنا نظن أنها لن تنتهي أبدًا We thought they'd never end
كنا نغني ونرقص دائمًا وبلا نهاية We'd sing and dance forever and a day
كنا نعيش الحياة التي نختارها We'd live the life we choose
سنقاتل ولن نخسر أبدًا We'd fight and never lose
لأننا كنا صغارًا واثقين في طريقنا For we were young and sure to have our way
لا لا لا لا لا لا La la la la la la
ثم مرت السنوات المزدحمة مندفعة بجانبنا Then the busy years went rushing by us
لقد فقدنا مفاهيمنا اللامعة في الطريق We lost our starry notions on the way
إذا كنت سأراك بالصدفة في الحانة If by chance I'd see you in the tavern
كنا سوف نبتسم لبعضنا البعض ونقول We'd smile at one another and we'd say
كانت تلك الأيام يا صديقي Those were the days my friend
الليلة فقط وقفت أمام الحانة Just tonight I stood before the tavern
لا شيء يبدو كما كان عليه من قبل Nothing seemed the way it used to be
رأيت في الزجاج انعكاسًا غريبًا In the glass I saw a strange reflection
هل كانت تلك المرأة الوحيدة حقًا هي أنا Was that lonely woman really me
كانت تلك الأيام يا صديقي Those were the days my friend
من خلال الباب كان هناك ضحكة مألوفة Through the door there came familiar laughter
رأيت وجهك وسمعتك تنادي اسمي I saw your face and heard you call my name
يا صديقي نحن أكبر سنًا ولكننا لسنا أكثر حكمة Oh my friend we're older but no wiser
لأن الأحلام في قلوبنا لا تزال كما هي For in our hearts the dreams are still the same
كانت تلك الأيام يا صديقي Those were the days my friend

## وصلات خارجية
- تلك كانت الأيام (أغنية) على موقع archive.org.
- تلك كانت الأيام (أغنية) على موقع songfacts.com.
- تلك كانت الأيام (أغنية) على موقع russian-records.com.
- تلك كانت الأيام (أغنية) على موقع يوتيوب.